# AAアナポリナ
AAアナポリナ (ポルトガル語: Associação Atlética Anapolina)は、ブラジル・ゴイアス州アナポリスを本拠地とするサッカークラブである。

## 歴史
1948年1月1日設立。
最大のライバルは同じアナポリスに本拠地を置くアナポリスFC。

## タイトル

### 国内タイトル
- カンピオナート・ゴイアーノ・セグンダ・ジヴィゾン : 1回
  - 2013

### 国際タイトル
なし

## 歴代監督
- ジョゼ・カルロス・セホーン 2008